# Luis Miguel Etchevehere
Luis Miguel Etchevehere (ciudad de Paraná, 6 de abril de 1963) es un abogado y productor agropecuario argentino, presidente de la Sociedad Rural Argentina entre 2012 y 2017. El entonces presidente Mauricio Macri, designó a Etchevehere como ministro de Agroindustria el 31 de octubre de 2017. El 3 de septiembre de 2018 pasó a ser secretario de agroindustria, una secretaría del Ministerio de Producción. Los cambios se dieron en una modificación del gabinete nacional que redujo de 22 a 10 la cantidad de ministerios.

## Biografía
Su abuelo, Luis Lorenzo Etchevehere, fue gobernador de Entre Ríos entre 1931 y 1935 por la Unión Cívica radical. Su familia es propietaria de campos, un periódico y una inmobiliaria. De profesión abogadodirector y propietario del diario La Acción de Nogoyá, director del Consejo Empresario de Entre Ríos y de la Bolsa de Comercio de RosarioDirector de Sociedad Rural Argentina (SRA), vicepresidente de la Sociedad Rural Argentina de Diamante donde participó en los cortes de ruta durante el paro agropecuario patronal de 2008.
En el año 2022 fue imputado y procesado por la justicia federal por administración fraudulenta de la sociedad anónima dueña de "El Diario" de la ciudad de Paraná y por el vaciamiento de "El Diario" de Entre Ríos. El ministro fue imputado además junto a sus hermanos Sebastián y Juan Diego y su madre, Leonor Barbero Marcial, luego que se descubriera la maniobra de vaciamiento de la empresa familiar que terminó con 80 trabajadores en la calle. 
Durante su gestión al frente del ministerio de agricultura se produjo una profunda crisis ganadera dando como resultado el cierre de cientos de tambos. En cuanto al rodeo lechero, el relevamiento subrayó que en 2018 la reducción interanual fue del 7,2% al registrar 1.595.920 cabezas, de acuerdo a datos del Senasa.Durante su gestión se produjo en septiembre de 2018, un aumento de las retenciones para el trigo, maíz y girasol pasaron del 5 a ser del 12%, para la soja pasó a ser del 18% al 30 por ciento, la medida sería aplaudida y respaldada por la llamada Mesa de Enlace (Sociedad Rural, CRA y Coninagro) quienes respaldaron a Mauricio Macri tras la resolución que implicó una retención extra de casi 11 puntos porcentuales, que llevó la alícuota del 18% al 29 por ciento.Durante su gestión habilitó la pesca con arrastre en el Mar Argentino dicha rosca es cuestionada debido a que destruye el lecho marino y a sus especies, dicha tipo de pesca se encuentra prohibida en más de 130 países y se encontraba prohibida en Argentina desde 1994 ya que consideran capturas accidentales a las especies no objetivo de la pesca como mamíferos marinos, aves marinas, tortugas, tiburones y otros ejemplares que no cumplen con los requisitos comerciales entre ellos peces demasiado pequeños o los que no son la especie objetivo de la pesca.
El sector vitivinícola se vio afectado por diversas medidas en 2018, la producción vitivinícola alcanzó su nivel más bajo desde 1961, con 21 mil millones de litros. El consumo interno, en un contexto de pérdida de poder adquisitivo y suba de precios que afectó la cadena productiva, con una  caída de casi el 37 por ciento en tres alos, ya que se consumía un promedio de 28.8 litros por habitante y pasó a ser de 16,2 en 2019, mientras que en el mismo periodo las exportaciones cayeron 57 por ciento, Argentina pasó de ser el 12 exportador de vino en 2015 al puesto 32 en 2019, con la pérdida de mercados potenciales y el cierre de al menos 1.780 viñedos.
TT s la devaluación del peso el 11 de diciembre de 2015 el costo medio de producción por kilo de uva sin cosecha pasó de USD 0,21 a USD 0,42 lo que representó un aumento del 100% lo que hizo caer los márgenes de ganancias y producir a pérdida.
En mayo de 2014, el Registro Nacional de Empleadores y Trabajadores Agrarios (Renatea) realizó inspecciones en siete establecimientos de Etchevehere y su familia en la provincia de Entre Ríos, detectando trabajadores en condiciones irregulares de registración. También halló situaciones de extrema precariedad en dos campos. En la Justicia Federal está imputado por evasión tributaria y violación a la ley penal cambiaria, además de tener una causa por la explotación laboral de los hermanos Cornejo; en la provincial tiene dos causas abiertas, una por administración fraudulenta y otra por evasión tributaria.
Crítico del gobierno de Cristina Fernández de Kirchner, acompañó a Mauricio Macri en marzo de 2017 integró la comitiva oficial a los Países Bajos. El 31 de octubre de 2017 se anunció que reemplazaría a Ricardo Buryaile en el Ministerio de Agroindustria de la Nación. 
Respecto a las economías regionales un informe de la Organización Internacional del Vino constató que en Argentina en 2016 la producción de vino bajó unse desplomó 35%, la vendimia 2016 fue la peor en 56 años, según datos oficiales, lo que llevó a que bodegas mendocinas importen vino desde Chile.Para 2017, se registró la mayor baja histórica de las exportaciones vitivinícolas, el consumo interno bajó 13,1% contra igual lapso de 2016, registrando el peor consumo en dos décadas. La producción láctea cayó siendo el peor trimestre en cuanto a desempeño exportador del complejo lácteo en ocho años hablándose de una crisis lechera en 2016 que se extendería incluso en 2018 llegando al cierre de 800 tambos anuales. En el año 2018 la producción anual de bananas en Argentina fue la menor en 40 años. La producción de peras y manzanas fue la peor de los últimos 10 años y un 15,5% menor al promedio de la última década. En materia de exportaciones, se comerciaron un 9,6% menos de frutas en 2016. Alguna de las mermas más significativas de las economías regionales son las ventas de ciruelas de San Juan (-96,4%), duraznos de Neuquén (-73,2%), peras de Mendoza (-46,7%) y manzanas de Río Negro (-18,2%).
Su hermana Dolores Etchevehere consideró «gravísimo» su nombramiento para el cargo de ministro, y enumeró las 17 causas judiciales en curso en su contra y contra sus hermanos «tanto en el fuero civil y comercial como en el penal, en la Justicia ordinaria y Federal», entre las cuales se cuentan los delitos de evasión, lavado de dinero y trabajo esclavo. Asumió el cargo de ministro el 21 de noviembre de 2017.
En cuanto a su vida personal, está casado y tiene cuatro hijos.En 2025 Casación confirmó el procesamiento de los Etchevehere por estafa de El Diario de Paraná. En mayo de ese año el
exministro de Macri, sus dos hermanos y su madre fueron acusados e imputados por desvío de fondos públicos de pauta oficial, Paralelamente la justicia dicto el procesamiento de la familia Etcheveheree por el delito de vaciamiento de la empresa Sociedad Anónima Entre Ríos, editora de El Diario de Paraná, diario que habían comprado en 2016 con fondos públicos proveniente de pauta publicitaria del gobierno macrista que había sido otorgada a la familia del ministro para adquirir varios grupos de medios en Entre Ríos para orientar su mensaje afín al oficialismo.
La justicia los procesó por desviar recursos, vender activos de manera irregular y utilizar fondos de la empresa para gastos personales. 
, la Cámara confirmó que los acusados desarrollaron un entramado de sociedades, realizaron transferencias irregulares, desviaron ingresos por publicidad oficial y usaron bienes empresariales como si fueran propios.
En 2016, el periodista Sebastián Premici denunció la explotación laboral en el ámbito rural, entre las que aparecían las propiciadas por los Etchevehere, entre los testimonios recabados estaba el de dos hermanos analfabetos en situación de explotación durante 38 años en la estancia La Hoyita, propiedad del ministro y su familia donde eran obligados a vivir en una casilla sin agua ni luz desde 1976 hasta 2014, cuando los rescató el Registro Nacional de Trabajadores y Empleadores Agrarios (Renatea).

## Gestión
La zona núcleo productiva terminó la campaña 2017-2018 con 6,1 millones de toneladas de soja menos de las previstas al momento de la siembra. Se esperaban 21 millones y sólo se cosecharon 14,9 millones, una reducción interanual del 30 por ciento. En dicho período se produjo una de las más severas sequías en décadas en Argentina, hecho que incidió desfavorablemente en los resultados de la campaña agropecuaria 2017-2018.
En su segundo año al frente del ministerio se logró una caída de la producción lechera de un 2%, un retroceso del 10% en las exportaciones y una baja del 5% en las ventas de leche en el mercado interno.En paralelo se registró una caída en la producción y exportación de carne vacuna. La caída de la producción y el aumento de precios originaron que el consumo de carne cayera drásticamente durante 2019 a un rito de 9,4% anual, cada habitante consumió en un solo año 5,3 kilos menos de carne en promedio, siendo el menor registro histórico en una década.el traspaso fraudulento de propiedades y el desvío de créditos en dólares a tasa subsidiada por el Estado otorgados a su familia por el Ministerio que conducía Etchevehere, que habían sido otorgados a Las Margaritas S.A. para la producción de soja y los hermanos Etchevehere los utilizaron para beneficio personal y para financiar la compra de El Diario.
En 2017 en medio de la crisis de la industria lechera argentina en 2016/2017, las principales empresas del sector comenzaron con despidos masivos entre ellas La Serenísima y Sancor, está última cerró cuatro plantas y dejó cesantes a 500 trabajadores para achicar la nómina de 4.000 a 2.500 trabajadores.Para 2019 el consumo de carne vacuna por habitante cerró 2020 en 50,7 kilos anual, el nivel más bajo del último siglo y el más bajo desde que se tenían registros.En cuanto a la industria láctea se lleva adelante un proceso de achicamiento y concentración de establecimientos productivos con el cierre solo ese año de más de mil tambos y alrededor de 100 mil vacas lecheras menos en producción.a lo que se sumó la caída el número de vacas lecheras se redujo casi un 6% de 1,7 millón de cabezas en 2018cerraría con una caída de la producción de un 2%, un retroceso del 10% en las exportaciones y una baja del 15% en las ventas de leche en el mercado, con la menor producción en 3 décadasEn paralelo se registró una caída en la producción y exportación de carne vacuna. La caída de la producción y el aumento de precios originaron que el consumo de carne cayera drásticamente durante 2019 a un rito de 9,4% anual, cada habitante consumió en un solo año 5,3 kilos menos de carne en promedio, siendo el menor registro histórico en una década.